# Niente di serio
Pour plus de détails, voir Fiche technique et Distribution.
Niente di serio est une comédie italienne réalisée par Laszlo Barbo et sortie en 2017.

## Synopsis
Deux octogénaires, Angela et Franca, décident de faire le voyage de leur vie. Elles s'échappent de l'hospice ennuyeux de Rome pour se rendre à Venise, à la recherche de la liberté et de la réalisation d'un rêve. Cette escapade attirera l'attention de ceux qui les avaient oubliées.

## Fiche technique
- Titre original : Niente di serio[1] (litt. « Rien de sérieux »)
- Réalisation : Laszlo Barbo
- Scénario : Laszlo Barbo, Raffaele Napoli
- Photographie : Simone Zampagni
- Montage : Graziano Falzone
- Musique : Andrea Guerra
- Décors : Gaspare De Pascali (it)
- Costumes : Lalla Sabbatella
- Production : Diego Loreggian, Andrea Biscaro, Laszlo Barbo
- Sociétés de production : Lumen Production, Redstring S.R.L
- Pays de production :  Italie
- Langue originale : italien
- Format : Couleurs
- Durée : 84 minutes
- Genre : Comédie
- Dates de sortie : 
  - Australie : 13 septembre 2018 (Festival du film italien de Lavazza)
  - Italie : septembre 2021

## Distribution
- Claudia Cardinale : Angela
- Nunzia Schiano (it) : Franca
- Daphne Scoccia : Matilde
- Jordi Mollà : Lulu
- Lidia Vitale : Giovanna
- Edoardo Pesce : Mazinga
- Ilenia Pastorelli : Giuditta
- Gianmarco Tognazzi : Terminillo
- Josafat Vagni : Carmen
- Nini Salerno : Marrocco
- Lucia Guzzardi : De Magistris

## Production
Le tournage a eu lieu entre juillet et août 2016 en Vénétie, en Toscane et dans le Latium.